# Hador
Hador är en fiktiv person som förekommer i J.R.R Tolkiens värld om Midgård. Han var en människofurste under den Första Åldern, och kallades även på sindarin för Lórindol ("Gyllenhuvud") eftersom hans hår var lysande blont. Hador är ett sindarinskt ord som betyder "vapenkastare".
Haldor var farfars sonson till Marach, en av Atanatáris ledare, och härskade över Marachs folk som framöver blev känt som Hadors Hus. Hador äktade Gildis och fick tre barn, Glóredhel, Galdor den långe och Gündor. Galdors söner var Húrin, Thalion och Huor. Húrins son var Túrin, som dräpte den mäktiga draken Glaurung. Hador besökte Fingolfin, som i sin ungdom var Noldors storkung. Fingolfin beundrade Hador och förstod att Edain behövde ett land med sina egna tilldelade herrar. År 416, i den Första Åldern, fick Hador av Noldors storkung herradömet över Dor-lómin i sydvästra Hithlum, dit de flesta av hans folk nyss flyttat från sina tidigare boningar vid Taeglins källor. Hadors folk förblev efteråt trofasta mot Fingolfins hus och för sin sak marscherade de ut i kriget mot Morgoth.
Under den tiden fick Hador en drakhjälm från Telchar, som var en välkänd dvärgsmed från Nogrod. Hador fick denna hjälm eftersom den tillverkats för en dvärgs huvud, och ingen hade rätt storlek för att ha på sig den i landet. Hador var en av de längsta människorna i hela Beleriand. Alla av hans linje bar hans drakhjälm tills den gick förlorad under hans sonsonson Turins tid, med undantag av Húrin som dock var kortare än sina förfäder (trots att han var den mäktigaste krigaren bland hela mänskligheten).
Hador dödades under Dagor Bragollach i sällskap med sin son Gündor vid Eithel Sirions murar, när de beskyddade Fingolfins eftertrupp. Herradömet över Dor-lómin gavs då till hans äldste son Galdor.